# Håkan Eliasson
Pour les articles homonymes, voir Eliasson.
Håkan Eliasson est un mathématicien suédois né le 13 juillet 1952.

## Biographie
Eliasson est diplômé en 1984 de l'université de Stockholm sous la direction de Jürgen K. Moser, avec ses recherches sur Hamiltonian systems with Poisson commuting integrals.
Il a été professeur à l'Institut royal de technologie de Stockholm et enseigne à l'université Paris Diderot et à l'Institut de mathématiques de Jussieu du CNRS, de l'université Pierre-et-Marie-Curie et de l'université Paris Diderot.
En 1990, il reçoit le prix Wallenberg de la Société Suédoise de Mathématiques.
En 1995 il reçoit le prix Salem, en 2007 le prix Eva et Lars Gårding en Mathématiques et en 2008 le prix Sophie-Germain.
En 1998, il est conférencier invité au Congrès International des Mathématiciens à Berlin.
En 2005 et en 2012 il travaille à l'Institute for Advanced Study, Princeton.
Il a été membre du comité éditorial d'Acta Mathematica de 2012 à 2017.

## Travaux
Il effectue ses recherches sur les systèmes dynamiques, par exemple le mouvement quasi périodique, le problème du plus petit dénominateur en théorie des perturbations, le théorème KAM et la multirésolution en théorie des perturbations, les équations aux dérivées partielles hamiltoniennes, ainsi que la localisation et la diffusion avec des opérateurs de Schrödinger quasi périodiques.

## Publications
- « Discrete one-dimensional quasi-periodic Schrödinger operators with pure point spectrum », Acta Mathematica, vol. 179, 1997, p. 153-196
- avec Sergei Kuksin : « KAM for the nonlinear Schrödinger equation », Annals of Mathematics, vol. 172, 2010, p. 371-435

## Prix et récompenses
- 1990: prix Wallenberg
- 1995 : prix Salem
- 2007: prix Eva et Lars Gårding en Mathématiques
- 2008 : prix Sophie-Germain